# David Hartsema

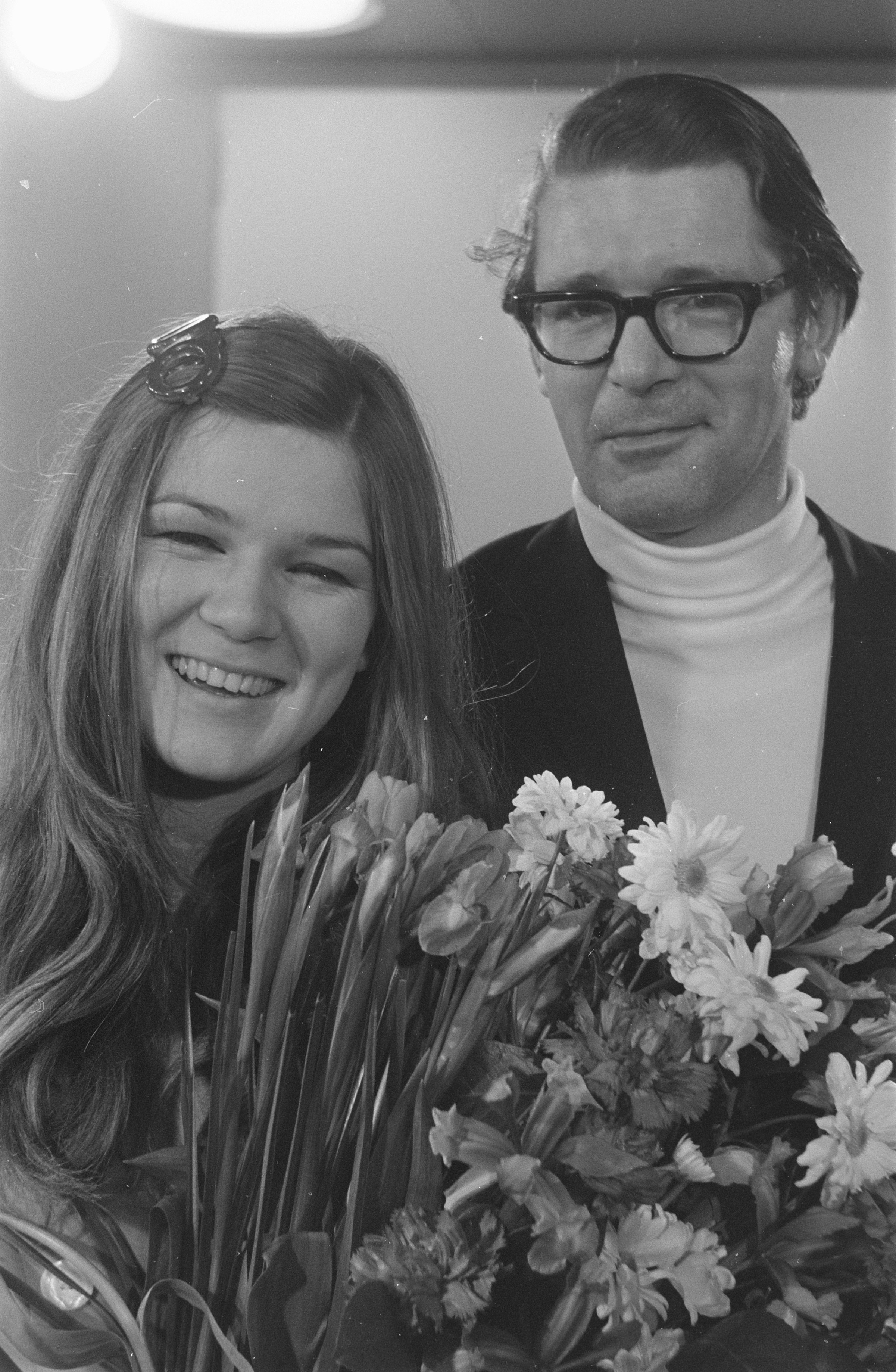
Hartsema achter Lenny Kuhr na haar overwinning op het Eurovisiesongfestival 1969.

David Hartsema (Zoutkamp, 11 februari 1925 – Lauwersoog, 14 februari 2009) was een Nederlandse dichter, schrijver en kunstenaar. Hij was lange tijd de vaste tekstschrijver van Lianne Abeln. 
Hartsema schreef zo'n 900 gedichten en liedteksten in het Gronings, Fries, Nederlands, Frans en Engels. Voor de RONO maakte hij bijdragen voor het cabaretprogramma Wat anners, waaruit ook een lange samenwerking met Abeln ontstond. Hartsema ontving in 1985 samen met de zangeres de eerste K. ter Laan Prijs voor hun hele werk.
Hartsema schreef onder meer het lied De troubadour, waarmee Lenny Kuhr in 1969 het Eurovisiesongfestival won.
- Digitale Bibliotheek voor de Nederlandse Letteren: hart036
- Gemeinsame Normdatei: 1169798225
- International Standard Name Identifier: 0000 0003 8581 1242
- Library of Congress Control Number: n82095898
- MusicBrainz: 55cf1462-666d-4cbe-8c41-e73b5a9da5a1
- Nederlandse Thesaurus van Auteursnamen: 068369786
- RKD-Nederlands Instituut voor Kunstgeschiedenis: 481738
- Virtual International Authority File: 240428658
- WorldCat: E39PBJcWr7WqXD3vkBtqgFgkDq